# Daniel Hartung
Daniel Hartung (* 21. August 1973) ist ein deutscher Fernsehjournalist, Autor und Produzent.

## Leben
Daniel Hartung studierte in Berlin Germanistik und Geschichte, bevor er als Redakteur zu verschiedenen Produktionsfirmen nach Hamburg und Köln wechselte. Ab 2002 arbeitete er für Spiegel TV, 2008 wechselte er für das Unternehmen in die Redaktion des Hauptstadtbüros. Seit 2011 ist Daniel Hartung selbständig und arbeitet als TV-Journalist und Autor u. a. für Spiegel TV, ZDF, rbb, RTL und VOX. Seit 2012 ist er Geschäftsführer der VP Vollprogramm Media GmbH, die u. a. Dokumentationen und Reportagen zu Gesellschaft, Kultur und Geschichte produziert.
2018 erhielt er mit Anne Morgan und Amai Haukamp den Blauen Panther in der Kategorie Kultur und Bildung anlässlich der Verleihung des 30. Bayerischen Fernsehpreises für seine Arbeit als Autor der Reportage Mann oder Frau? – Leben im falschen Körper (VOX).

## Filme als Autor (Auswahl)
Hartung hat zahlreiche Reportagen, Dokumentationen und Magazinbeiträge für deutsche und österreichische TV-Sender verfasst, meist als Regisseur und Autor:
- Sprit für den Kiez: Tanken an der Reeperbahn, Reportagereihe, SPIEGEL TV (2006–2007)
- Jagd auf Serienmörder – Die Soko Dennis und der Fall Oehme, Dokumentation, SPIEGEL TV (2011)
- Der schwarze Mann, ZDF-ZOOM, Reportage, ZDF (2011)
- Leben im Chaos – Das Messie-Syndrom, Dokumentation, VOX (2012)
- Brutal schön – Die Sucht nach Körperoptimierung, Dokumentation, VOX (2013)
- Wie wir wurden, was wir sind – 25 Jahre Mauerfall, Dokumentation, VOX (2014)
- Wanderer zwischen den Welten – Der Augenarzt von Rügen, Reportage, NDR (2015)
- Die Fastfood-Revolution – So isst Deutschland, Dokumentation, VOX (2016)
- Aktenzeichen gelöst: Der Serienmörder von Frankfurt, Reportage, SPIEGEL TV (2016)
- Wenn Tote ein Gesicht bekommen, Reportage, SPIEGEL TV (2017)
- Mann oder Frau? – Leben im falschen Körper, Dokumentation, VOX (2018)
- „Hier erst recht!“: Flüchtlingshelfer in Ostdeutschland, Reportage, RTL (2019)
- Die Müllsammler von nebenan, Reportage, rbb (2019)

## Auszeichnungen
• 2018: Bayerischer Fernsehpreis: Mann oder Frau? – Leben im falschen Körper (VOX)
• 2022: "Pitch your Pilot" – Wettbewerb des Berlin Series Festival: "BELLEVUE" (Sitcom)